# Ioana Mincă
Ioana Mincă (n. 27 septembrie 1998, Pitești) este o jucătoare junioară română de tenis care a ajuns în anul 2016 în turneul de junioare de la Roland Garros până în sferturile de finală.
Mincă a debutat în circuitul WTA la turneul Bucharest Open 2016.